# Hewitt-Wollschwanzhase
Der Hewitt-Wollschwanzhase (Pronolagus saundersiae) ist eine Art der afrikanischen Rotkaninchen innerhalb der Hasenartigen. Sein Verbreitungsgebiet ist auf den Süden und Osten von Südafrika beschränkt. Er lebt als Einzelgänger in felsigen Lebensräumen und ernährt sich vor allem von jungen Gräsern.

## Merkmale
Der Hewitt-Wollschwanzhase ist eine mittelgroße Art der Hasen. Die Körperlänge beträgt 38 bis 54 Zentimeter und der Schwanz ist 5,0 bis 11,5 Zentimeter lang. Die Ohren haben eine Länge von 8 bis 11 Zentimetern und die Hinterfüße von 8,5 bis 10 Zentimetern. Das Körpergewicht liegt bei 1,4 bis 2,1 Kilogramm.
Das Fell ist wollig und dicht. Die Rückenfärbung ist braungrau, wobei sie im vorderen Bereich eher braun und im hinteren Rumpfbereich rotbraun ist. Die Körperseiten sind blasser rötlich-braun, die Bauchseite ist hell bis weißlich rotbraun. Der Kopf und die Ohren sind gräulich-braun, die Wangen sind grau-weiß. Auf der Kehle befindet sich ein brauner Fleck und der Nackenfleck ist rotbraun. Die Vorderbeine sind hell rotbraun, die Hinterbeine blass rotbraun gefärbt. Der Schwanz ist rot bis hell sandbraun.
Die Arten der Rotkaninchen unterscheiden sich nur gering voneinander. Kennzeichnend gegenüber anderen Hasen in Afrika sind die rotbraune bis braune Färbung, die auch den Schwanz mit einschließt, sowie die vergleichsweise kurzen Ohren der Tiere.

## Verbreitung

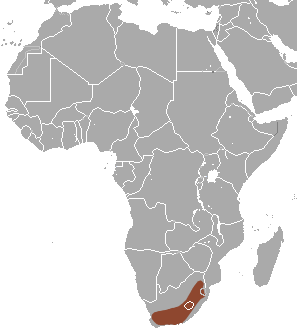
Verbreitungsgebiet des Hewitt-Wollschwanzhasen

Das Verbreitungsgebiet des Hewitt-Wollschwanzhasen begrenzt sich auf den Süden Afrikas, wo er im südlichen und östlichen Südafrika, in Lesotho und im Westen von Eswatini vorkommt. In Südafrika ist er in Teilen der Provinzen Nordkap, Ostkap und Westkap nachgewiesen.
Die Höhenverbreitung liegt zwischen 2600 und 3700 Metern.

## Lebensweise
Der Hewitt-Wollschwanzhase kommt in steinigen Gebieten mit strauchiger Vegetation in Berg- und Gebirgsregionen vor. Typische Habitate sind die für das südliche Afrika typischen Kopjes sowie steinige Hügelregionen und fragmentierte Lebensräume mit Felsspalten und -vorsprüngen und spärlicher Gras- und Buschvegetation. In seinem Verbreitungsgebiet kommt der Rand-Wollschwanzhase teilweise sympatrisch mit dem Rand-Wollschwanzhasen (P. randensis) vor, die Lebensräume überlappen im Norden des Verbreitungsgebietes. In Gebieten, in denen beide Arten anzutreffen sind, bevorzugt der Hewitt-Wollschwanzhase feuchtere und höherliegende Habitate.
Über die Lebensweise der Tiere liegen keine Angaben vor. Wahrscheinlich ist die Art wie alle Rotkaninchen vorwiegend nachtaktiv und ernährt sich herbivor von Gräsern an den Rändern der Steinflächen.

## Systematik
Der Hewitt-Wollschwanzhase wird als eigenständige Art innerhalb der Rotkaninchen (Gattung Pronolagus) zugeordnet. Die wissenschaftliche Erstbeschreibung stammt von John Hewitt aus dem Jahr 1927, der die Art als Unterart des Natal-Wollschwanzhasen (P. crassicaudatus) aus der Region Albany in der Provinz Ostkap beschrieb. Später wurde sie als Unterart des Rotkaninchens (P. rupestris) betrachtet und heute gilt sie als eigenständige Art.
Innerhalb der Art werden keine Unterarten unterschieden.

## Gefährdung und Schutz
Der Rand-Wollschwanzhase wird von der International Union for Conservation of Nature and Natural Resources (IUCN) als nicht gefährdet (least concern) eingestuft. Sie ist vergleichsweise weit verbreitet und besitzt vermutlich eine stabile und große Population. Die Tiere gelten in ihrem gesamten Verbreitungsgebiet als relativ häufig. Die Bestände wurden auf mehr als 10.000 geschlechtsreife Individuen geschätzt, in der Vergangenheit sind sie leicht zurückgegangen und werden in den nächsten 20 Jahren voraussichtlich um weniger als 10 % abnehmen.

## Belege
1. 1 2 3 4 5 6 7 8  Hewitt's Red Rock Hare. In: S.C. Schai-Braun, K. Hackländer: Family Leporidae (Hares and Rabbits) In: Don E. Wilson, T.E. Lacher, Jr., Russell A. Mittermeier (Herausgeber): Handbook of the Mammals of the World: Lagomorphs and Rodents 1. (HMW, Band 6) Lynx Edicions, Barcelona 2016; S. 111. ISBN 978-84-941892-3-4.
2. 1 2  A.G. Duthie, T.J. Robinson: The African Rabbits In: Joseph A. Chapman, John E. C. Flux (Hrsg.): Rabbits, Hares and Pikas. Status Survey and Conservation Action Plan. (Memento des Originals vom 14. Januar 2009 im Internet Archive)  Info: Der Archivlink wurde automatisch eingesetzt und noch nicht geprüft. Bitte prüfe Original- und Archivlink gemäß Anleitung und entferne dann diesen Hinweis. (PDF; 11,3 MB) International Union for Conservation of Nature and Natural Resources (IUCN), Gland 1990; S. 124–127. ISBN 2-8317-0019-1.
3. 1 2 3 4  Pronolagus saundersiae in der Roten Liste gefährdeter Arten der IUCN 2021. Eingestellt von: T.J. Robinson, M.F. Child, C.M. Matthee, 2019. Abgerufen am 23. Januar 2021.
4. ↑  Don E. Wilson & DeeAnn M. Reeder (Hrsg.): Pronolagus rupestris saundersiae in Mammal Species of the World. A Taxonomic and Geographic Reference (3rd ed).